# Actiniaria
Le attinie (Actiniaria) sono un ordine di Cnidari antozoi sessili della sottoclasse degli Esacoralli.
Le anemoni di mare (nome generalmente usato per designare l'ordine Actiniaria) sono tra i membri più diversificati e di successo della sottoclasse Hexacorallia. Occupano habitat marini bentonici a tutte le profondità e latitudini. Actiniaria comprende circa 1 200 specie di polipi solitari e senza scheletro che non presentano sinapomorfie anatomiche. 
Un rappresentante molto noto di questo ordine è Actinia equina (comunemente nota come pomodoro di mare), che popola la zona intertidale, fino a pochi metri di profondità.

## Descrizione

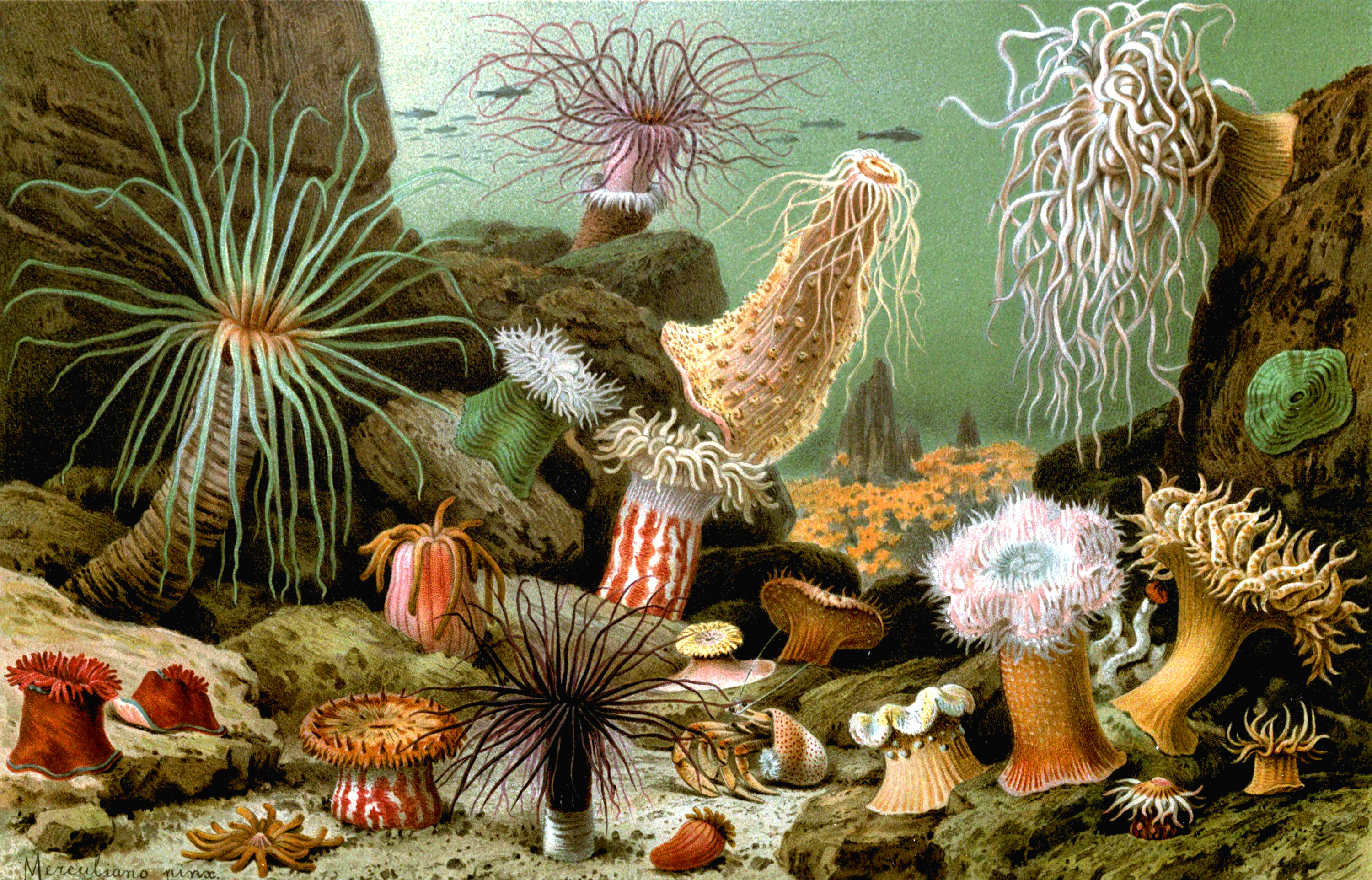
Una selezione di anemoni di mare, dipinto da Comingio Merculiano, 1893.

Rispetto ad altri membri degli Anthozoa o Hexacorallia, le attinie mostrano una grande diversità nell'anatomia del polipo; la disposizione dei mesenteri, la muscolatura e la morfologia dei tentacoli variano all'interno di questo gruppo. Sono forme a polipo solitarie, talora di dimensioni consistenti, con una estrema varietà di forme e colorazioni.
Il corpo, grossolanamente cilindrico, ha una struttura molto semplice: consiste infatti di uno strato epiteliale esterno, detto ectoderma o epiderma, e di uno interno, detto endoderma o gastroderma. All'estremità superiore del corpo si trova il disco orale, piatto e a simmetria raggiata. La bocca è circondata da una o due corone di tentacoli, affusolati, provvisti di nematocisti. D'altronde, le uniche caratteristiche fenotipiche uniche finora identificate per i membri dell'ordine sono i lembi apicali sulle nematocisti, tre elementi triangolari all'apice delle capsule che si flettono verso l'esterno durante la scarica. 
La bocca è collegata alla cavità gastrica mediante un tubo detto stomodeo. Uno o due angoli dell'apertura orale presentano una gronda ciliata, il sifonoglifo, che serve a generare costantemente una corrente d'acqua, e ciò anche quando la bocca è chiusa. Il corpo poggia su un disco pedale, che consente all'attinia di ancorarsi al substrato grazie alla muscolatura basale e a spostarsi in lenti movimenti per strisciamento. 
L'apertura buccale delle attinie immette in un sacco largo e breve dalle pareti sottili, fibrose e contrattili, il celenteron. Fra questo e l'involucro esterno del corpo, rimane una cavità mesogleica che è separata in molte camerette da un gran numero di setti fibrosi longitudinali, i mesenteri, attaccati inferiormente alla faccia interna del disco pedale. 
Le estremità inferiori dei filamenti mesenterici hanno delle appendici retrattili dette aconzi che sono armate con nematocisti e possono sporgere attraverso la parete del corpo o la bocca. Le divisioni della cavità perigastrica contengono le gonadi, gli apparati della riproduzione, che consistono in sottili cordoncini aggomitolati, circonvoluti ed uniti al margine libero dei diaframmi per mezzo di una delicata membranella. 
Negli individui del sesso maschile, tali organi racchiudono una moltitudine di granellini, che sono capsule spermatiche contenenti abbondanti spermatozoidi; nelle femmine danno ricetto ad analoghi corpuscoli che sono uova. Queste non possono discernersi dalle capsule precitate se non per mezzo dell'esame microscopico.

## Biologia
Sono in gran parte animali bentonici; sono presenti anche alcune specie pelagiche, dotate di camera all'interno del disco pedale che permette loro di spostarsi verticalmente nell'acqua.

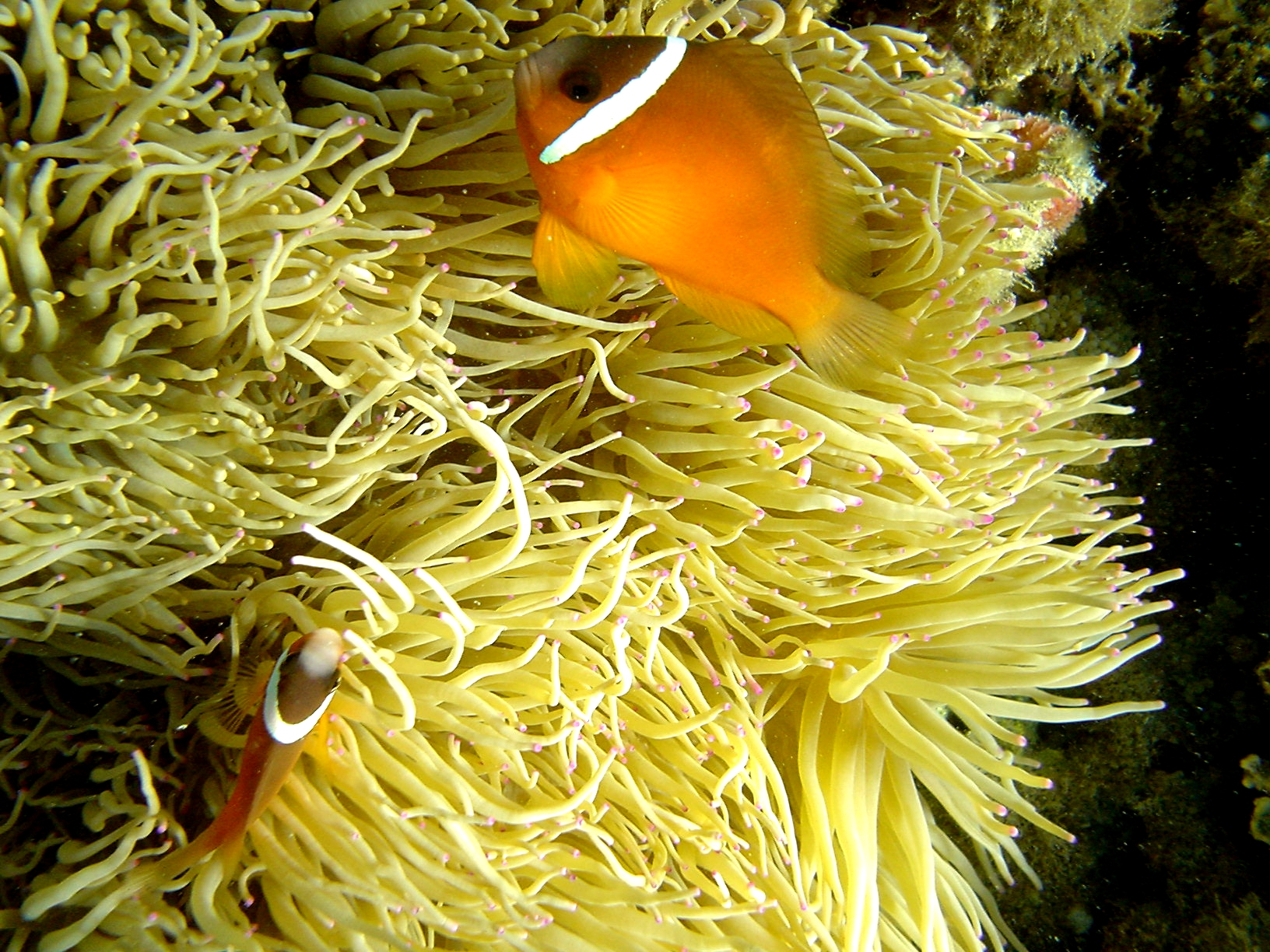
Heteractis crispa con pesce pagliaccio (Amphiprion melanopus)

### Alimentazione
Si cibano di invertebrati e piccoli pesci che catturano con i tentacoli dotati di nematocisti.

### Riproduzione
La riproduzione è sia sessuata tramite uova che asessuata per scissione.
Nelle specie unisessuali,  che sono le più frequenti, la fecondazione avviene col trasporto nell'acqua degli spermatozoidi fino alle cavità ovigere. Le larve, dopo la nascita, sono quasi perfettamente simili ai progenitori; essi rimangono qualche tempo nel corpo della madre, e quando hanno raggiunto le condizioni opportune per vivere indipendenti, questa li espelle fuori della sua bocca.
Si hanno anche esempi di attinie ermafrodite come il Cerianthus membranaceus; in esse non è necessario il concorso di due individui perché si compiano le funzioni della generazione, e lo svolgimento nonché la nascita dei nuovi individui si effettua come nelle altre specie.

### Simbionti
Le attinie contraggono frequentemente rapporti di mutualismo o commensalismo con altri organismi animali quali pesci (tipico esempio i pesci pagliaccio della sottofamiglia Amphiprioninae), spugne, crostacei (p.es. il granchio porcellana) o gamberetti (p. es. i gamberetti pulitori della famiglia Palaemonidae) o anche con microrganismi fotosimbiotici.
Tutti questi organismi, immuni alle punture urticanti delle nematocisti, trovano ospitalità e protezione tra i tentacoli delle attinie e, almeno in alcuni casi, ricambiano l'ospitalità ripulendo l'anemone dai detriti organici e dai parassiti.

## Tassonomia

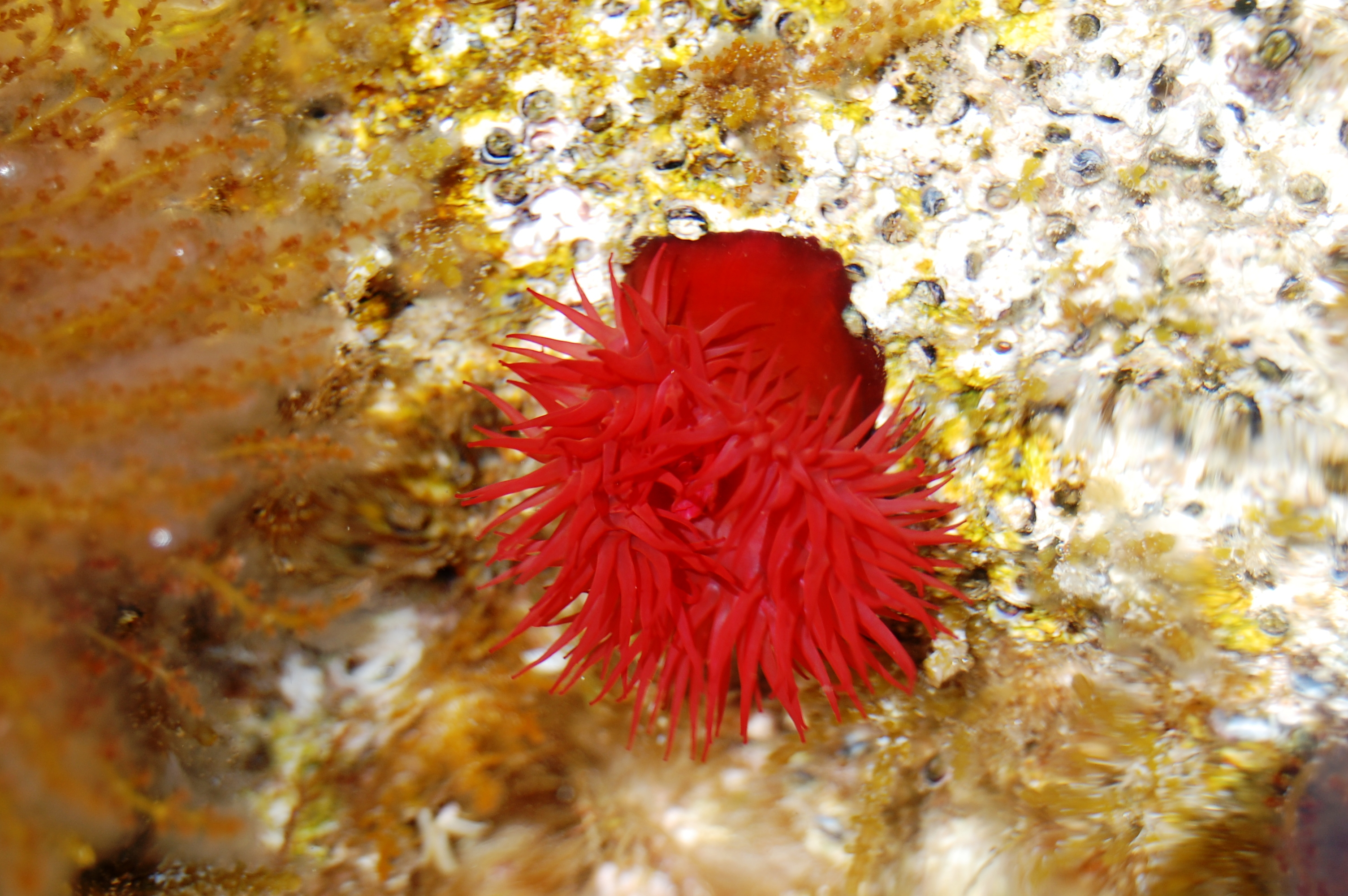
Actinia equina

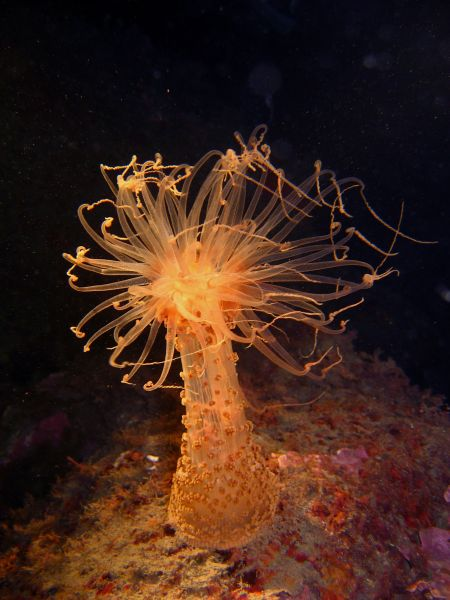
Alicia mirabilis

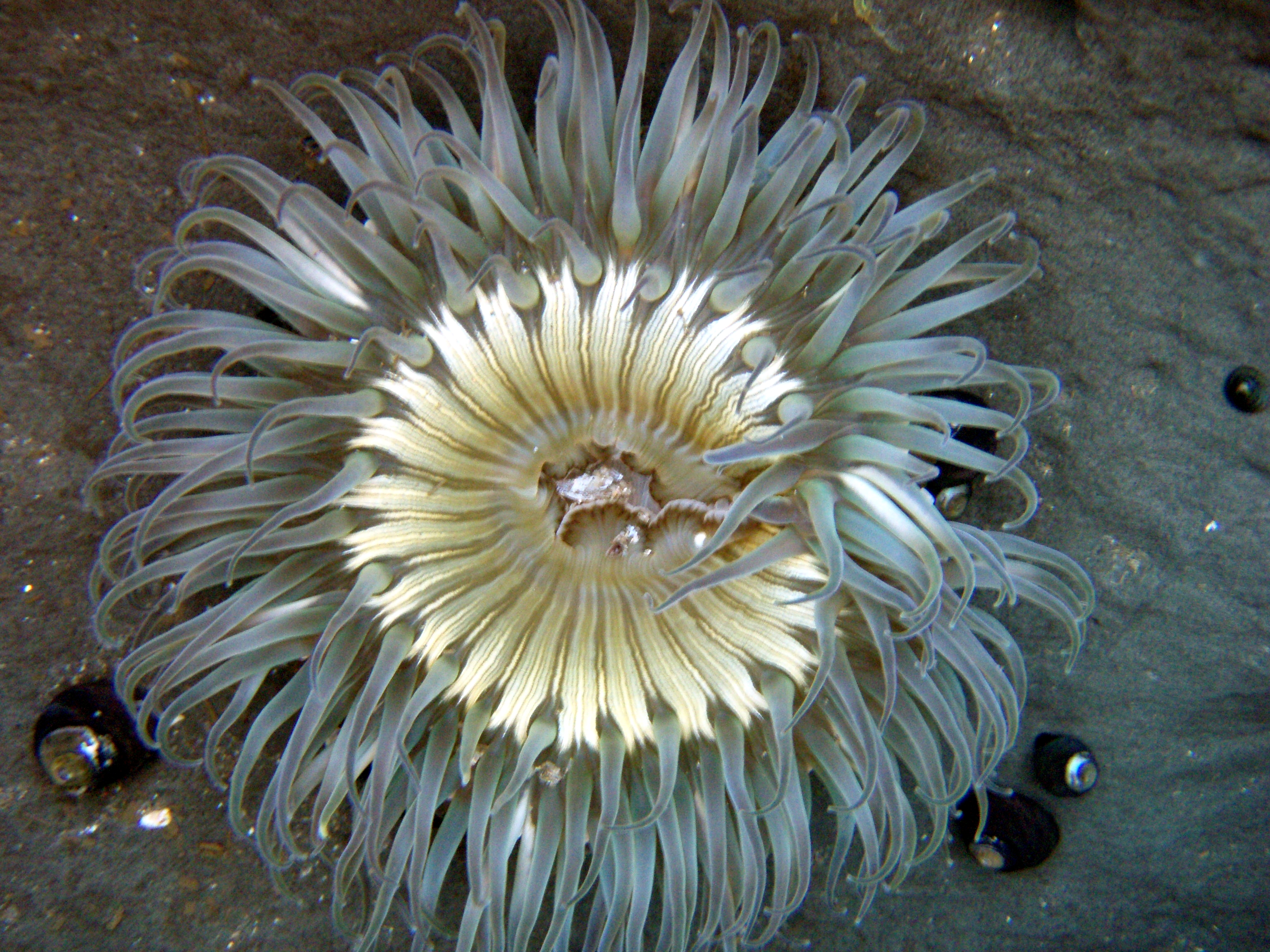
Anthopleura sola

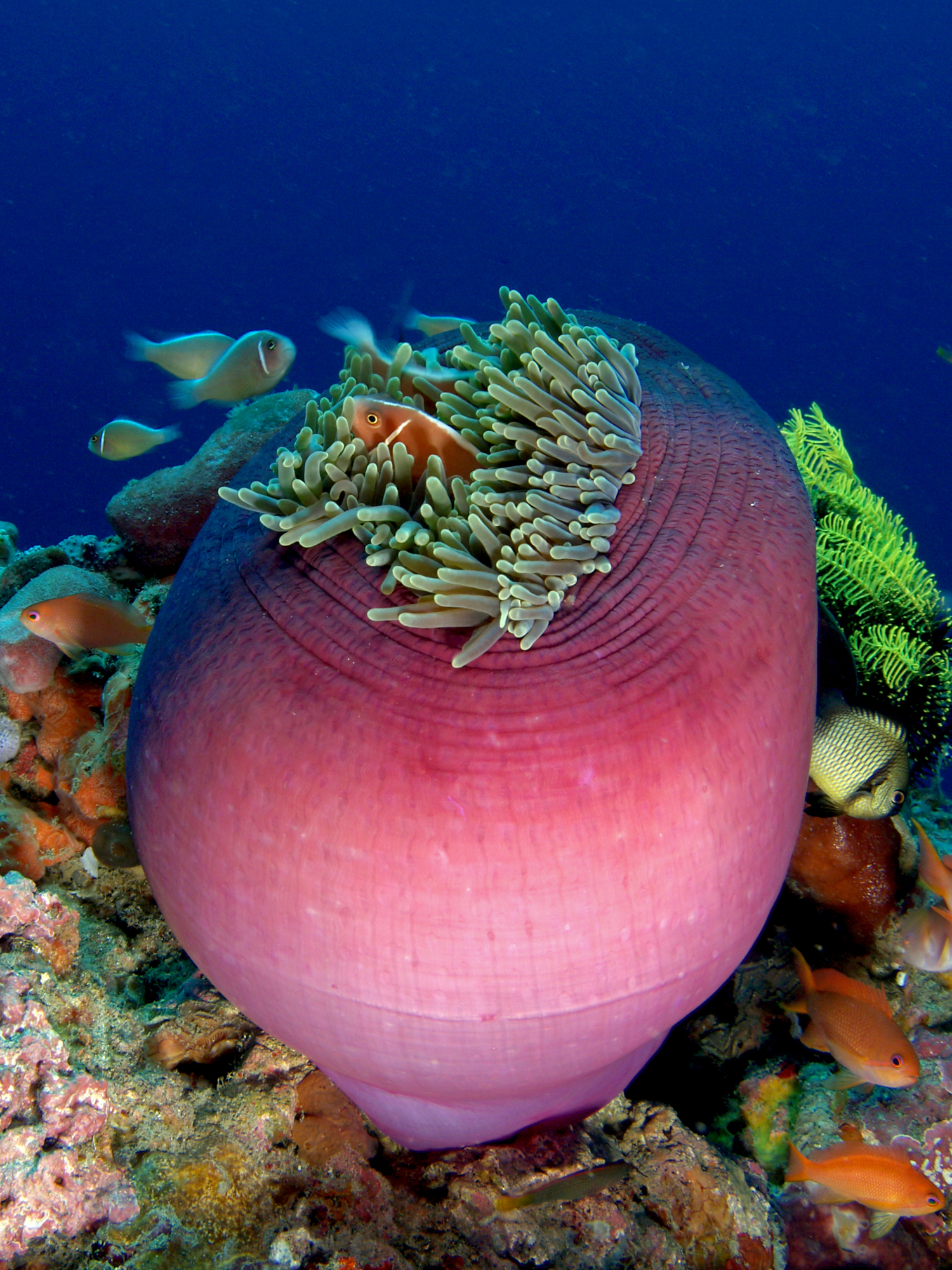
Heteractis magnifica

In passato l'ordine Actiniaria veniva suddiviso in quattro sottordini: Endocoelantheae, Nynantheae, Protantheae e Ptychodacteae. 
Poiché le anemoni sono caratterizzate da un'assenza di attributi che definiscono altri ordini esacoralliani e sono così diverse dal punto di vista anatomico, si è ipotizzato che l'ordine sia parafiletico. Anche se la monofilia è prevista sulla base di studi su larga scala delle relazioni intra-cnidari (gli attiniari sono tipicamente considerati come un gruppo parallelo agli ordini Antipatharia, Corallimorpharia, Scleractinia e Zoanthidea), questi non avevano fornito ancora una prova convincente della monofilia dell'ordine. Uno studio filogenetico su 156 taxa, che ha testato nel 2014 la loro monofilia e ha messo in luce le relazioni nell'ordine Actiniaria, ha portato ad una semplificazione, con il riconoscimento di due soli sottordini:
- sottordine Anenthemonae (comprende Endocoelantheae più le specie della famiglia Edwardsiidae).
- sottordine Enthemonae (include tutte le specie in passato incluse in Protantheae, Ptychodacteae, e Nynantheae)

La sistematica attualmente accettata è pertanto la seguente:
- ordine Actiniaria 
  - sottordine Anenthemonae
    - superfamiglia Actinernoidea Stephenson, 1922
      - Actinernidae Stephenson, 1922
      - Halcuriidae Carlgren, 1918

    - superfamiglia Edwardsioidea Andres, 1881
      - Edwardsiidae Andres, 1881

  - sottordine Enthemonae
    - superfamiglia Actinioidea Rafinesque, 1815
      - Actiniidae Rafinesque, 1815
      - Actinodendridae Haddon, 1898
      - Andresiidae Stephenson, 1922
      - Capneidae Gosse, 1860
      - Condylanthidae Stephenson, 1922
      - Haloclavidae Verrill, 1899
      - Homostichanthidae
      - Iosactinidae Riemann-Zürneck, 1997
      - Limnactiniidae Carlgren, 1921
      - Liponematidae Hertwig, 1882
      - Minyadidae Milne Edwards, 1857
      - Phymanthidae Andres, 1883
      - Preactiniidae England in England & Robson, 1984
      - Ptychodactinidae Appellöf, 1893
      - Stichodactylidae Andres, 1883
      - Thalassianthidae Milne Edwards, 1857

    - superfamiglia Actinostoloidea Carlgren, 1932
      - Actinostolidae Carlgren, 1932
      - Halcampulactidae Gusmão, Berniker, Van Deusen, Harris & Rodríguez, 2019

    - superfamiglia Metridioidea Carlgren, 1893
      - Acontiophoridae Carlgren, 1938
      - Acricoactinidae Larson, 2016
      - Actinoscyphiidae Stephenson, 1920
      - Aiptasiidae Carlgren, 1924
      - Aiptasiomorphidae Carlgren, 1949
      - Aliciidae Duerden, 1895
      - Amphianthidae Hertwig, 1882
      - Andvakiidae Danielssen, 1890
      - Antipodactinidae Rodríguez, López-González & Daly, 2009
      - Bathyphelliidae Carlgren, 1932
      - Boloceroididae Carlgren, 1924
      - Diadumenidae Stephenson, 1920
      - Gonactiniidae Carlgren, 1893
      - Halcampidae Andres, 1883
      - Haliactinidae Carlgren, 1949
      - Hormathiidae Carlgren, 1932
      - Isanthidae Carlgren, 1938
      - Kadosactinidae Riemann-Zürneck, 1991
      - Metridiidae Carlgren, 1893
      - Nemanthidae Carlgren, 1940
      - Nevadneidae Carlgren, 1925
      - Octineonidae Fowler, 1894
      - Ostiactinidae Rodriguez, Barbeitos, Gusmao & Haussermann, 2012
      - Phelliidae Verrill, 1868
      - Sagartiidae Gosse, 1858
      - Sagartiomorphidae Carlgren, 1934
      - Spongiactinidae Sanamyan N., Sanamyan K. & Tabachnick, 2012

  - incertae sedis
    - Antheomorphidae Hertwig, 1882
    - Relicanthidae Rodríguez & Daly, 2014
    - Sarcophinanthidae Andres, 1883